# Jack Budd
John Ernest Claude Budd, detto Jack (Fulham, 16 marzo 1899 – Westminster, 16 marzo 1952), è stato un pallanuotista britannico, che ha partecipato ai Giochi di Parigi 1924 e di Amsterdam 1928.